# Lady Alice Island
Lady Alice Island, auch Mauimua Island genannt, ist eine Insel an der Ostküste der Region Northland im Norden der Nordinsel von Neuseeland.

## Geographie

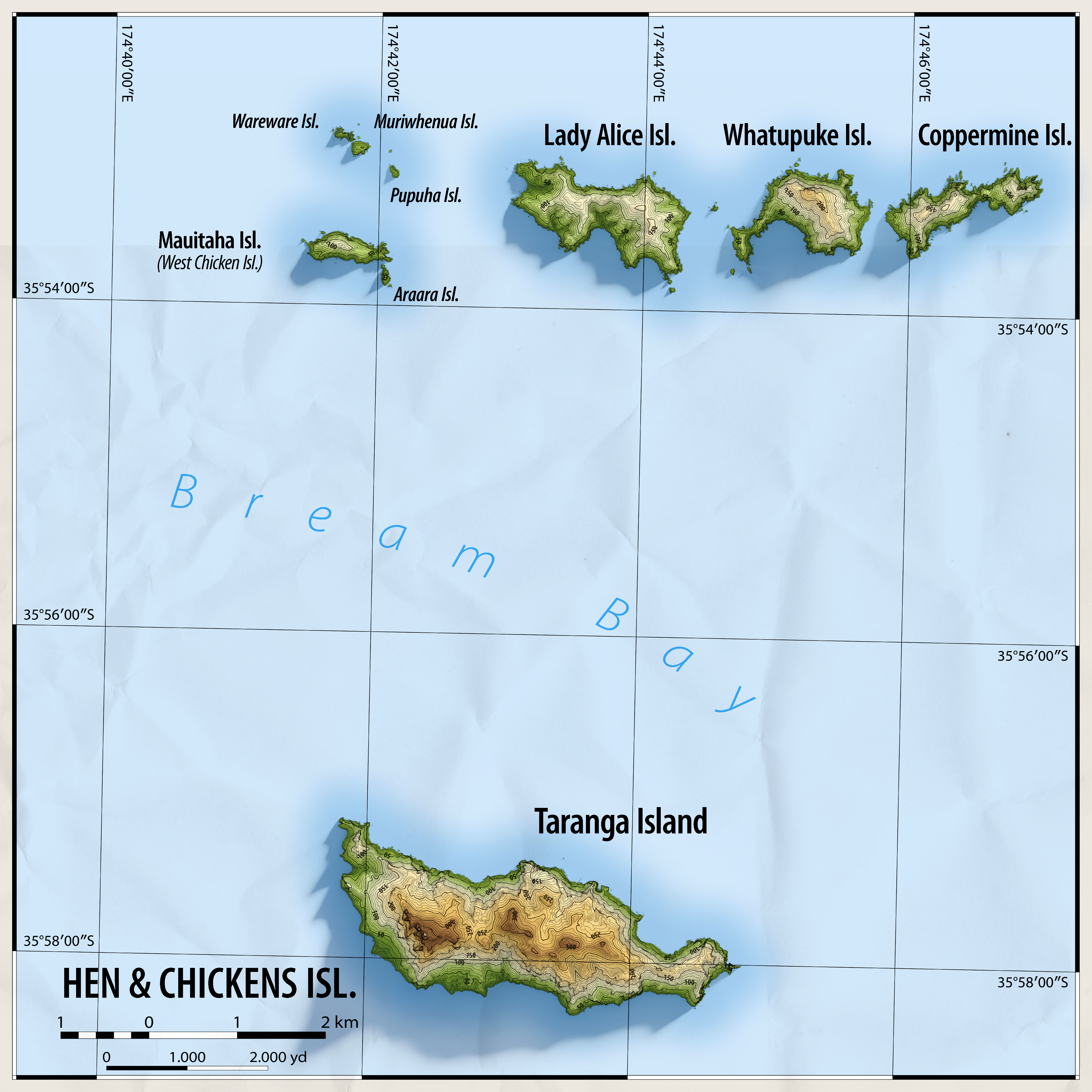
Übersichtskarte der Hen islands

Lady Alice Island ist die größte Insel der Inselgruppe Marotere Islands, die zusammen mit der südlich befindlichen Insel Taranga Island zur Inselgruppe der Hen and Chickens Islands gehört. Lady Alice Island befindet sich rund 12 km ostsüdöstlich von Bream Head, der rund 24 km südöstlich von Whangārei an der Ostküste der Region Northland zu finden ist. Die Insel verfügt über eine Fläche von 155 Hektar (andere Quellen geben 138 Hektar an) und dehnt sich über eine Länge von 2,24 km in Nordwest-Südost-Richtung aus. An der breitesten Stelle misst die Insel etwas über einen Kilometer. Die höchste Erhebung der Insel befindet sich im östlichen Teil und kommt auf 158 m, wobei der westlicht Teil mit 142 m nur geringfügig niedriger ist.
Westlich von Lady Alice Island liegen die fünf Inseln Mauitaha Island (West Chicken Island), Araara Island, Wareware Island, Muriwhenua Island und Pupuha Island in Entfernungen zwischen 1,3 km und 1,85 km. Östlich hingegen schließt sich nach rund 500 m Whatupuke Island an.

## Geologie
Die Insel stellt zusammen mit den Nachbarinseln den nördlichen Überrest eines Schichtvulkans aus dem Miozän dar, zu dem ebenfalls Bream Head sowie Taranga Island und die kleine Insel Sail Rock gehören. Die Form der Insel wurde vermutlich vor der letzten Eiszeit durch subaerische Erosion gebildet.